# Apteronotus eschmeyeri
Apteronotus eschmeyeri és una espècie de peix pertanyent a la família dels apteronòtids.

## Descripció
- Pot arribar a fer 30,4 cm de llargària màxima.
- Té taques escampades pel cos i una franja clara des del mentó fins al començament de l'òrgan electroreceptor. A més, té dues bandes clares que envolten el peduncle caudal en els exemplars de fins a 16,5 cm de longitud.
- 160-175 radis tous a l'aleta anal.
- 77 vèrtebres.[5][6]

## Hàbitat
És un peix d'aigua dolça, bentopelàgic i d'altituds altes, el qual viu en aigües de corrent lent.

## Distribució geogràfica
Es troba a Sud-amèrica: la conca del riu Magdalena i els rius Bogotà i Luisa (Colòmbia).

## Observacions
És inofensiu per als humans.